# Francisco Xavier Vergara
Francisco Xavier de Vergara Azcárate y Caycedo (Santafé de Bogotá, 4 de enero de 1750- Bogotá, 1816) fue un abogado, escritor, magistrado, educador, académico, político y diplomático neogranadino.
Fue un abogado muy distinguido que se desempeñó como magistrado fiscal de lo civil y del crimen de la Real Audiencia de Santafé durante el reinado de Carlos IV, síndico procurador del cabildo de Santafé de Bogotá (1778) 
Fue uno de los jueces de los tribunales de justicia establecidos por la junta suprema de 1810 y miembro del gobierno de Cundinamarca hasta 1814. Considerado, por orden real como uno de los pocos sujetos beneméritos del Reino de la Nueva Granada.

## Biografía
Se educó en el Colegio Mayor de Nuestra señora del Rosario donde posteriormente fue rector en el año 1812. fue admitido como abogado de la Real Audiencia y aceptó nombramientos como agente fiscal del crimen y síndico del cabildo cargos que ostentó por 31 años.
Además le fue atribuida la asesoría del fiscal en la protectoría general de Indios, fue defensor de bienes de difuntos y conservador de hospicios. Su prestigio creció en el virreino, en la Real Audiencia y en las autoridades virreinales por lo cual en 1800 es ascendido a la dirección de la fiscalía del crimen y en 1804 a agente fiscal de lo civil.
El Virrey Ezpeleta lo recomienda para una plaza togada en la Real Audiencia de Quito, además le otorgan el honor de oidor mientras se le enviaba a alguna otra audiencia de los territorios americanos. Fue uno de los jueces de uno de los tribunales de justicia establecidos por la Junta Suprema de 1810 durante la Independencia de Colombia. 
Además, fue corresponsal permamente de Antonio Villavicencio mientras este estaba en España.

## Familia
Francisco Xavier era miembro de las prestigiosas familias Vergara y Azcárate, ambas influyentes en Bogotá, capital de Colombia, desde los tiempos del Virreinato de la Nueva Granada, bajo la dominación española y después de ella.

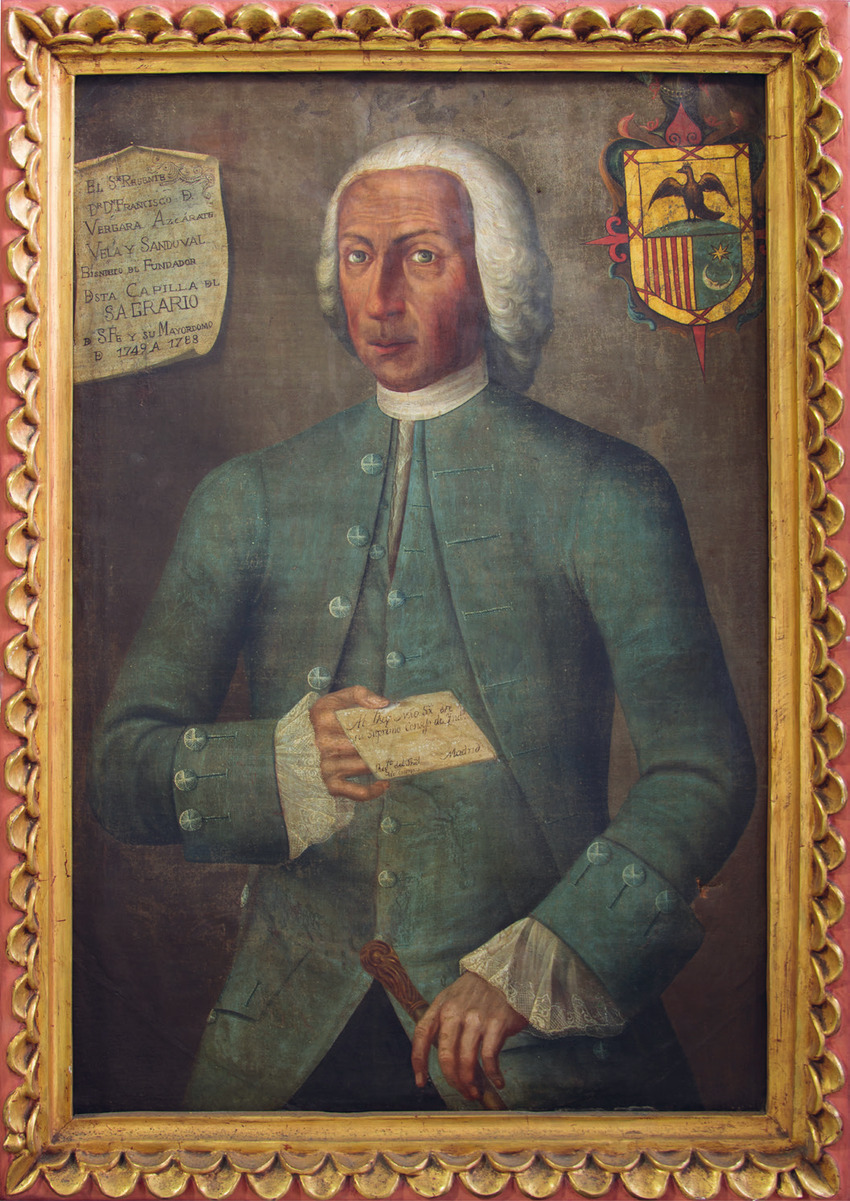
Su padre, Francisco de Vergara.

Su padre era Francisco de Vergara Azcárate, regente del Tribunal de Cuentas y alcalde de Santafé (Bogotá) de 1742 a 1743; y su madre, Petronila Caycedo Vélez Ladrón de Guevara,siendo sus hermanos, entre otros, el académico y político Felipe y el abogado y político Cristóbal de Vergara Azcárate.
Francisco fue sobreviviente de una mortal epidemia de viruela de la época, era hijo del sacerdote católico José de Vergara Azcárate, hijo a su vez del político español y encomendero Francisco Vergara Mayorga y Olmos, nieto y heredero del oficio del español Antonio de Vergara Azcárate, y bisnieto del militar y gobernador de La Mamora, Francisco de Vergara Azcárate y Seseña. El linaje Vergara se extiende varios siglos atrás.
Su madre, por otra parte, era hija del exalcalde de Bogotá José de Caycedo y Pastrana, y hermana del militar Fernando José Caycedo (padre del exalcalde de Bogotá Luis Caycedo y Flórez, y abuelo del expresidente Domingo Caycedo y del exalcalde Fernando Caycedo) y de la escritora y activista Clemencia de Caycedo.
Uno de sus primos era el abogado y político Luis de Ayala y Vergara, casado con la hija del Marqués de San Jorge, José María Lozano, quien también era hermano de Jorge Tadeo Lozano e hijo del Marqués Jorge Miguel Lozano. Jorge Tadeo y Luis también fueron expresidentes de Colombia, y estaban enalzados por parentezcos de sus hermanos con Antonio Nariño y Antonio Ricaurte, también expresidentes del país.

### Matrimonio y descendencia

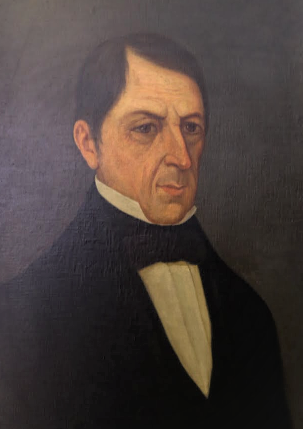
Su hijo, el expresidente Estanislao Vergara.

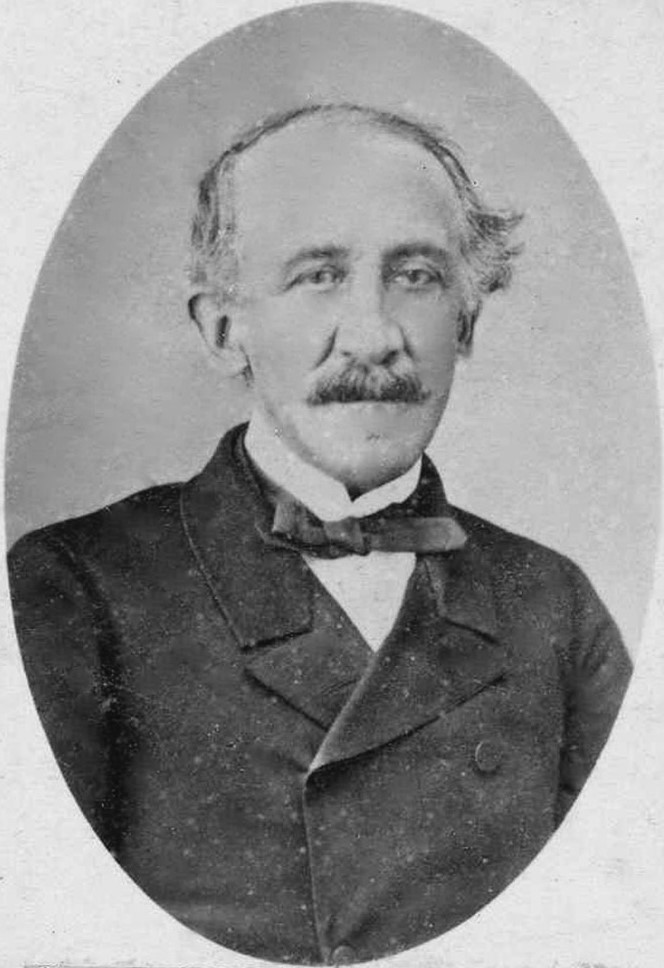
Su nieto, el expresidente Ignacio Gutiérrez.

Francisco se casó en Santafé en 1777 con Francisca Sanz de Santamaría y Prieto de Salazar, dama de una familia aristocrática. Su boda se realizó en la capilla del Sagrario de Bogotá, templo fundado por el tatarabuelo de la novia, Gabriel Gómez de Sandoval y del cual este sería mayordomo.
Su esposa era hermana de la intelectual Manuela de Santamaría partícipe de la Independencia colombiana y del prócer José de Santamaría. Con ella, Francisco tuvo al político Estanislao Vergara y Sanz de Santamaría, quien llegó a ocupar la presidencia de Colombia como designado (presidente interino elegido por el Congreso o Parlamento) y la activista Antonia Vergara y Sanz de Santamaría.
Su hijo Estanislao se casó con Teresa Tenorio Santacruz, parienta de los próceres de Colombia, Francisco José de Caldas y Camilo Torres Tenorio, y fue padre del diplomático y periodista José María Vergara Tenorio. Su hija Antonia se unió a José Gregorio Gutiérrez Moreno (hijo del exalcalde de Santafé Pantaleón Gutiérrez Díaz de Quijano) rico hacendado y padre del político y expresidente Ignacio Gutiérrez Vergara.